# Particolare architettonico

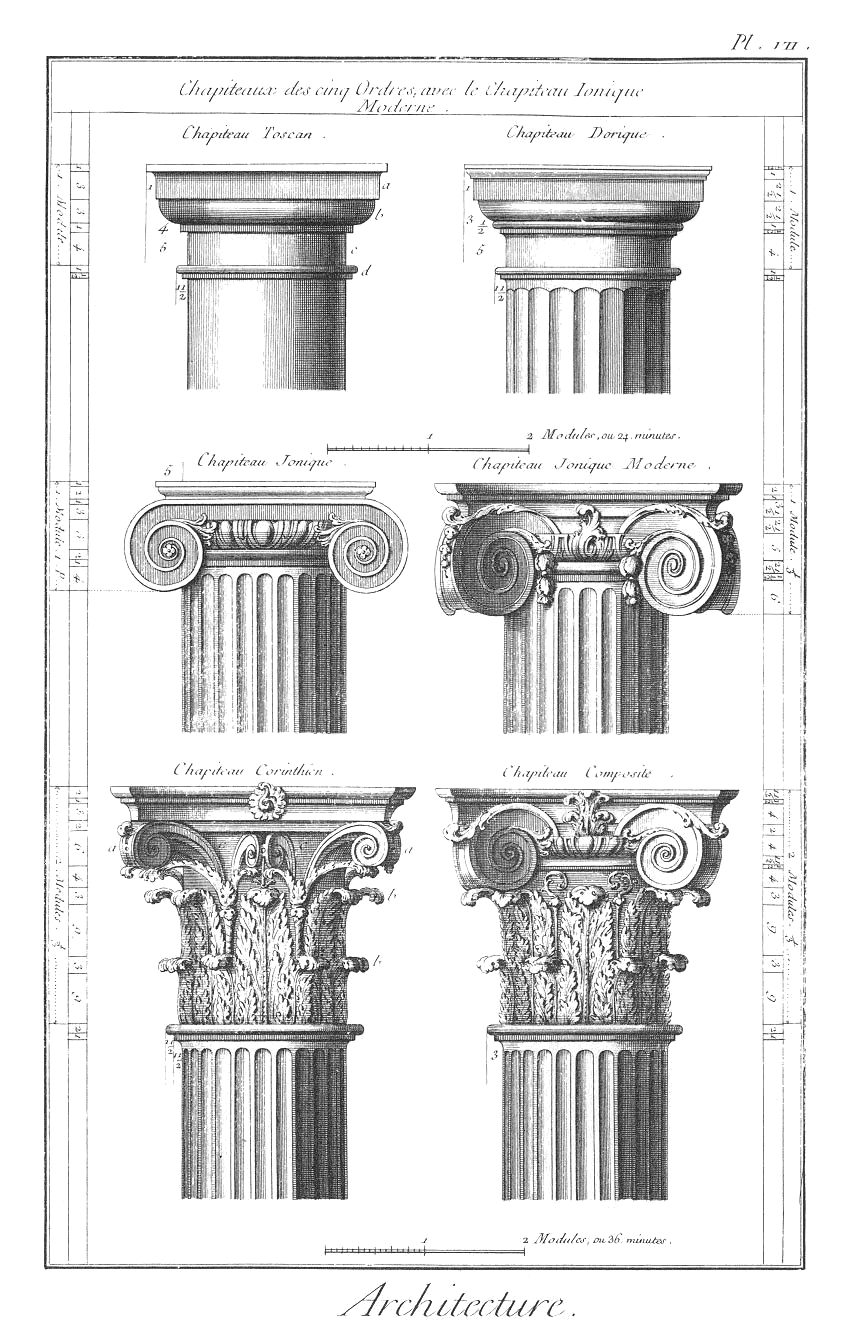

Un particolare architettonico è un elemento o una parte di un elemento di una costruzione edilizia, di un edificio o di una struttura architettonica.
Particolari architettonici possono essere una colonna, i suoi capitello e piedistallo, oppure una finestra, il tipo di vetratura o la maniglia di chiusura. Corrispondono come prima individuazione agli elementi indipendenti che costituiscono una architettura (colonna, architrave, timpano, ecc.), ma possono anche rappresentarne una parte (fregio, capitello, base ecc.)
Nell'architettura classica i particolari architettonici denotavano lo stile dell'edificio (romanico, gotico, rinascimentale ecc.), con il Movimento Moderno (di cui il Razionalismo è una declinazione italiana), che ha portato una semplificazione ed elementarizzazione delle forme con l'evidenza della struttura, questi si sono avvicinati se non fusi con i particolari costruttivi (pilotis, brise-soleil, curtain wall ecc.).
Con la nuova corrente del post modern che vuol rendere autonoma la forma dalla funzione il particolare architettonico è tornato ad essere elemento anche superfluo, dello spazio architettonico. Il progetto dell'ambiente costruito si arricchisce di elementi simbolici espressione del passato ed i particolari, che denotano questa architettura della storia, sono aggiunti e sovrapposti alla struttura compositiva e costruttiva.